# Meistriliiga 2001
La Meistriliiga 2001 fu l'undicesima edizione della massima serie del campionato di calcio estone conclusa con la vittoria del Flora Tallinn, al suo quinto titolo.
Capocannoniere del torneo fu Maksim Gruznov (Trans Narva), con 37 reti.

## Formula
Fu confermata la formula della stagione precedente: il numero di squadre rimase fermo ad otto e il torneo a fase unica. Furono disputati doppi turni di andata e ritorno, per un totale di 28 incontri per squadra: venivano assegnati tre punti per la vittoria, uno per il pareggio e zero per la sconfitta.
La squadra ultima classificata retrocedeva direttamente in Esiliiga, mentre la penultima giocava un play-off contro la seconda dell'Esiliiga 2001, con gare di andata e ritorno.

## Squadre partecipanti
| Club                | Città        | Stagione precedente                       |
| ------------------- | ------------ | ----------------------------------------- |
| Flora Tallinn       | Tallinn      | 2° in Meistriliiga                        |
| Kuressaare          | Kuressaare   | 7° in Meistriliiga, salvo dopo i play-off |
| Levadia Maardu      | Maardu       | Campione d'Estonia                        |
| Levadia Tallinn     | Tallinn      | 1° in Esiliiga, promosso                  |
| Lootus Kohtla-Järve | Kohtla-Järve | 6° in Meistriliiga                        |
| Trans Narva         | Narva        | 5° in Meistriliiga                        |
| Tulevik Viljandi    | Viljandi     | 4° in Meistriliiga                        |
| TVMK Tallinn        | Tallinn      | 3° in Meistriliiga                        |

## Classifica finale
|                    | Pos. | Squadra             | Pt | G  | V  | N | P  | GF | GS  | DR  |
| ------------------ | ---- | ------------------- | -- | -- | -- | - | -- | -- | --- | --- |
| Estonia (bandiera) | 1.   | Flora Tallinn       | 68 | 28 | 21 | 5 | 2  | 62 | 18  | +44 |
|                    | 2.   | TVMK Tallinn        | 56 | 28 | 16 | 8 | 4  | 77 | 30  | +47 |
|                    | 3.   | Levadia Maardu      | 55 | 28 | 15 | 7 | 5  | 72 | 35  | +37 |
|                    | 4.   | Trans Narva         | 51 | 28 | 16 | 3 | 9  | 79 | 35  | +44 |
|                    | 5.   | Tulevik Viljandi    | 39 | 28 | 11 | 6 | 11 | 41 | 37  | +4  |
|                    | 6.   | Levadia Tallinn     | 23 | 28 | 6  | 5 | 17 | 30 | 78  | -48 |
|                    | 7.   | Lootus Kohtla-Järve | 17 | 28 | 4  | 5 | 19 | 21 | 53  | -32 |
|                    | 8.   | Kuressaare          | 7  | 28 | 2  | 1 | 25 | 18 | 114 | -86 |

### Spareggio promozione retrocessione
| 12 novembre 2001                                                         | Valga     | 2 – 1        | Lootus Kohtla-Järve |  |
| \| \| \| \| \| Enver Jääger 14’ Kask 18’ \| Marcatori \| 64’ Golitsõn \| |           |              |                     |  |
|                                                                          |           |              |                     |  |
| Enver Jääger 14’ Kask 18’                                                | Marcatori | 64’ Golitsõn |                     |  |

| 17 novembre 2001                              | Lootus Kohtla-Järve | 1 – 0 | Valga |  |
| \| \| \| \| \| Abornev 78’ \| Marcatori \| \| |                     |       |       |  |
|                                               |                     |       |       |  |
| Abornev 78’                                   | Marcatori           |       |       |  |

### Verdetti
- Flora Tallinn Campione d'Estonia 2001 e ammesso al primo turno preliminare di UEFA Champions League 2002-2003.
- TVMK Tallinn ammesso al turno preliminare di Coppa UEFA 2002-2003.
- Levadia Tallinn ammesso al turno preliminare di Coppa UEFA 2002-2003 come vincitore della Coppa d'Estonia.
- Levadia Maardu ammesso al primo turno di Coppa Intertoto 2002
- FC Kuressaare retrocesso in Esiliiga.

## Classifica marcatori
| Pos | Nome               | Club             | Gol |
| --- | ------------------ | ---------------- | --- |
| 1   | Maksim Gruznov     | Trans Narva      | 37  |
| 2   | Andrei Krõlov      | TVMK Tallinn     | 23  |
| 3   | Toomas Krõm        | Levadia Maardu   | 20  |
| 4   | Dmitri Ustritski   | Tulevik Viljandi | 16  |
| 5   | Aleksandr Kulik    | Flora Tallinn    | 14  |
| -   | Vladimir Tšelnokov | Levadia Maardu   | 14  |